# Bárbara Lombardo
María Bárbara Lombardo (Buenos Aires, 15 de octubre de 1980) es una actriz argentina de cine, teatro y televisión. Conocida por sus trabajos en las telenovelas Resistiré, Los Roldán y Doble vida. También se destacó en Mujeres asesinas y El puntero.  En cine protagonizó la película Cautiva. En 2021-2022 volvió a actuar en televisión en la telenovela La 1-5/18.

## Carrera
Estudió actuación con Julio Chávez. Su primer trabajo como actriz fue en 2001 como protagonista de la película Cautiva que fue estrenada en el año 2005.
En 2003 formó parte de la telenovela Resistiré interpretando a Vanina, la amiga de Julia Malaguer (Celeste Cid).
En 2004 fue Pilar Mancini en Los Roldán, la comprometida de Facundo Uriarte (Tomás Fonzi) que se enamora de Leo Roldán (Facundo Espinosa).
En 2005 forma parte del elenco protagónico de la telenovela nocturna Doble vida de Endemol. Y protagoniza el capítulo "Patricia, vengadora" de la primera temporada de Mujeres asesinas.
En 2006 forma parte de tres capítulos de la segunda temporada de Mujeres asesinas:  "Mercedes, virgen", "Andrea, bailantera" y "Sandra, confundida", y participa en algunos capítulos de El tiempo no para. 
En 2008 participa en Lalola como Sabrina, la ex de Facundo Canavaro (Luciano Castro), forma parte de la última temporada de Mujeres asesinas con el capítulo "Juana, instigadora" protagonizado por Mirta Busnelli, y en Socias fue Lucrecia la novia modelo de Álvaro Cárdenas (Martín Seefeld).
En cine participó de la película Diarios de motocicleta, y en las películas independientes: Un año sin amor, El asaltante y El hombre que corría tras el viento.
Vivió en México dos años y medio, donde participó de la segunda temporada de la serie XY y en la película Bacalar. Trabajos dirigidos y producidos por Patricia Arriaga, hermana de Guillermo Arriaga.
En 2011 de vuelta en el país, filma en Córdoba la ópera prima de Guillermo Pfening, Caíto. En televisión actuó en el unitario de Pol-ka, El puntero, interpretando a La Pochi, esposa de Luis (Ariel Staltari) y amante de Lombardo (Rodrigo de la Serna). También participa de la segunda temporada de Soy tu fan, serie mexicana creada por Dolores Fonzi, como la psicóloga de Charly (Ana Claudia Talancón).
En 2012 actuó en Condicionados interpretando a la aspirante actriz porno Yael obsesionada con Darling (Leticia Brédice), y a la boxeadora "La Zorra" rival de Rosa (Jimena Barón) en Sos mi hombre.
En el 2015 filmó La Soñada, ópera prima de  Alejo Domínguez y Mientras Kubrick estaba en el Espacio ópera prima de Gabriel Nicoli. 
En teatro actuó en la obra  'Depredadores dirigida por Diego Faturos, obra que fue parte del reconocido ciclo Teatro Bombón.
En el 2016 se suma al elenco de Los ricos no piden permiso, interpretando a Jackie, ésta se hace pasar por Hermenegilda Paulena.

## Vida personal
Nació y creció en el barrio porteño de Palermo. Es la menor de cuatro hermanas. Su padre falleció cuando ella tenía tres años. Realizó sus estudios en el Colegio Nuestra Señora de la Misericordia en Recoleta.
Estudió también budismo tibetano, lo que la llevó a vivir en una comunidad en San Francisco (Estados Unidos) entre 2013 y 2014.

## Filmografía
| Año  | Título                                | Personaje                        | Director                | Notas                      |
| ---- | ------------------------------------- | -------------------------------- | ----------------------- | -------------------------- |
| 2001 | Quién diría                           | Julieta                          | Romina Auerhan          | Cortometraje               |
| 2003 | Mientras tanto                        | Chica                            | Tate Sanguine           | Cortometraje               |
| 2004 | Diarios de motocicleta                | Amiga de Chichina                | Walter Salles           |                            |
| 2005 | Un año sin amor                       | Julia                            | Anahí Berneri           |                            |
| 2005 | Cautiva                               | Cristina Quadri / Sofía Lombardi | Gastón Biraben          |                            |
| 2007 | El asaltante                          | Mesera                           | Pablo Fendrik           |                            |
| 2009 | El hombre que corría tras el viento   | Alicia                           | Juan Pablo Martínez     |                            |
| 2010 | Azul liviano                          | Esposa                           | Francisco Vidal         | Cortometraje               |
| 2011 | Bacalar                               | Mónica                           | Patricia Arriaga-Jordán |                            |
| 2012 | Caíto                                 | Kinesióloga                      | Guillermo Pfening       |                            |
| 2015 | Dos elefantes                         | Lucía                            | Marco Berger            |                            |
| 2015 | Mientras Kubrick estaba en el espacio | Sofía                            | Gabriel Nicoli          |                            |
| 2017 | La soñada                             | Eva                              | Alejo Domínguez         |                            |
| 2019 | Badur Hogar                           | Luciana                          | Rodrigo Moscoso         |                            |
| 2019 | The Blackout                          | Barbara                          | Daniela De Carlo        | Película de Estados Unidos |
| 2022 | Manuela                               | Manuela                          | Clara Cullen            |                            |
| 2023 | Ustedes deciden                       | Palo                             | Esteban Rey Cazes       |                            |
| 2023 | Señora Influencer                     | Jackie Lombardo                  | Carlos Santos           |                            |

## Televisión
| Año       | Título                     | Papel                                | Canal          |
| --------- | -------------------------- | ------------------------------------ | -------------- |
| 2003      | Resistiré                  | Vanina Cortez                        | Telefe         |
| 2004      | Los Roldán                 | Pilar Mancini                        | Telefe         |
| 2005      | Doble vida                 | Lourdes                              | América TV     |
| 2005      | Mujeres asesinas           | Patricia "Ep:19 Patricia, vengadora" | El Trece       |
| 2006      | Mujeres asesinas 2         | Mercedes "Ep18: Mercedes, virgen"    | El Trece       |
| 2006      | Mujeres asesinas 2         | Florencia "Ep19: Andrea, bailantera" | El Trece       |
| 2006      | Mujeres asesinas 2         | Sandra "Ep24: Sandra, confundida"    | El Trece       |
| 2006      | El tiempo no para          | Malena                               | Canal 9        |
| 2008      | Mujeres asesinas 4         | Laura "Ep7: Juana, instigadora"      | El Trece       |
| 2008      | Lalola                     | Sabrina                              | América TV     |
| 2008-2009 | Socias                     | Lucrecia Agüero                      | El Trece       |
| 2010      | XY. La revista             | Belinda                              | Once TV México |
| 2011      | El puntero                 | Lucía "La Pochi" Benítez             | El Trece       |
| 2011      | Soy tu fan                 | Susana Castelli                      | Once TV México |
| 2012      | Condicionados              | Yael                                 | El Trece       |
| 2012-2013 | Sos mi hombre              | Juana "Zorra" Gutiérrez              | El Trece       |
| 2015      | Historia de un clan        | Juliana                              | Telefe         |
| 2016      | Los ricos no piden permiso | Jaqueline "Jackie" Ayala             | El Trece       |
| 2018-2019 | Mi hermano es un clon      | Juana Méndez                         | El Trece       |
| 2019      | Secreto bien guardado      | Dora Perrini                         | CINE.AR        |
| 2021-2022 | La 1-5/18                  | Renata Basualdo                      | El Trece       |
| 2024-2025 | Envidiosa                  | Melina Villalba                      | Netflix        |

## Teatro
| Año  | Título       | Autor         | Director      | Notas               |
| ---- | ------------ | ------------- | ------------- | ------------------- |
| 2015 | Depredadores | Diego Faturos | Diego Faturos | La Casona Iluminada |

## Premios y nominaciones
| Año  | Premio          | Categoría                             | Obra          | Resultado |
| ---- | --------------- | ------------------------------------- | ------------- | --------- |
| 2005 | Premios Clarín  | Revelación femenina                   | Cautiva       | Nominada  |
| 2005 | Cóndor de Plata | Revelación femenina                   | Cautiva       | Nominada  |
| 2006 | Premios Sur     | Revelación femenina                   | Cautiva       | Nominada  |
| 2012 | Premios Tato    | Actriz de reparto en ficción unitaria | Condicionados | Nominada  |